# Hengelo
Hengelo és un municipi de la província d'Overijssel, al centre-est dels Països Baixos. L'1 de gener de 2009 tenia 80.914 habitants repartits per una superfície de 61,78 km² (dels quals 0,75 km² corresponen a aigua).

## Centres de població
- Beckum
- Oele
- Hengelo

## Ajuntament
El consistori municipal consta de 37 membres, format des del 2006 per:
- CDA (8 regidors)
- PvdA (8 regidors)
- Pro Hengelo (5 regidors)
- SP (5 regidors)
- VVD (4 regidors)
- GroenLinks (3 regidors)
- BurgerBelangen Hengelo (3 regidors)
- ChristenUnie (1 regidor)

## Personatges il·lustres
- Joost Posthuma, ciclista

## Agermanaments
- Ogres
- Plzeň
- Emsdetten (Rin del Nord-Westfàlia)